# 1-ша піхотна дивізія (Російська імперія)
1-ша піхотна дивізія — піхотне з'єднання в складі Російської імператорської армії. Штаб дивізії: Смоленськ. Входила в 13-й армійський корпус.

## Історія

### Формування
У XIX столітті дивізія стала основним оперативно-тактичним з'єднанням в збройних силах багатьох держав світу. У Російській армії в кінці XVIII століття і на початку XIX століть, в ході військової реформи, дивізії були перейменовані на інспекції. У 1806 році дивізійну організацію військ в Російській імперії було поновлено.
1-ша піхотна дивізія була сформована 17 січня 1811 року, як 25-та дивізія (з 31.03.1811 — 25-та піхотна).
Найменування дивізії змінювалися при переформуванні армії, в зв'язку зі збільшенням або скороченням Збройних сил імперії:
- 17.01.1811 — 20.05.1820 — 25-та піхотна дивізія
- 20.05.1820 — 1914 — 1-ша піхотна дивізія
- 1914—1915 — Окрема піхотна бригада
- 1915—1916 — 1-ша окрема піхотна дивізія
- 1916—1918 — 1-ша піхотна дивізія

### Бойовий шлях дивізії
- З початком Французько-російської війни 1812 року полки 1-ї і 2-ї бригад вирушили з Фінляндії по суші на з'єднання з 1-м окремим піхотним корпусом генерал-лейтенанта П. Х. Вітгенштейна, але 2-й морський полк був затриманий в Новгороді для навчання ополчення і прибув до корпусу тільки в грудні 1812 року. 3-й морський полк був залишений в Санкт-Петербурзі для навчання ополчення. Полки 3-ї бригади в кінці серпня 1812 року морем прибули до Ревелю, потім перейшли під Ригу. В 1813 році полки дивізії під командуванням генерал-майора А. Е. Пейкера в складі 4-го піхотного корпусу генерала-лейтенанта Ф. Ф. Левіза перебували при облозі Данцига.
- У 1830—1831 роках дивізія брала участь в приборканні Листопадового повстання.
- У 1877-1878 роках дивізія брала участь в Російсько-турецькій війні, зокрема, звільнивши місто Разград.
- Весна 1905 — У складі корпусу відправлена залізницею в Маньчжурію для участі в Російсько-японській війні.
- Листопад 1905 року — Висунулася до місця постійної дислокації.
- Кінець 1906 року — Повернулася на зимові квартири, затримавшись для придушення революційних виступів в Сибіру.
- Август 1914 — Увійшла до складу 2-ї армії Північно-Західного фронту.
- 4 серпня — 2 вересня 1914 року — дивізія брала участь в Східно-Прусської операції, в ході якої була знищена.
- 13 грудня 1914 року — дивізія розформована.
- Грудень 1915 року — дивізія відновлена.
- 15 січня — 1 травня 1916 року — У складі 12-ї армії.
- 21 червня — 17 липня 1916 року — У складі 1-ї армії.
- 1 серпня — 11 листопада 1916 року — У складі 12-ї армії.
- 15 листопада 1916 — 16 липня 1917 — У складі 5-ї армії.
- Липень — грудень 1917 року — У складі 12-ї армії Північного фронту.

## Склад

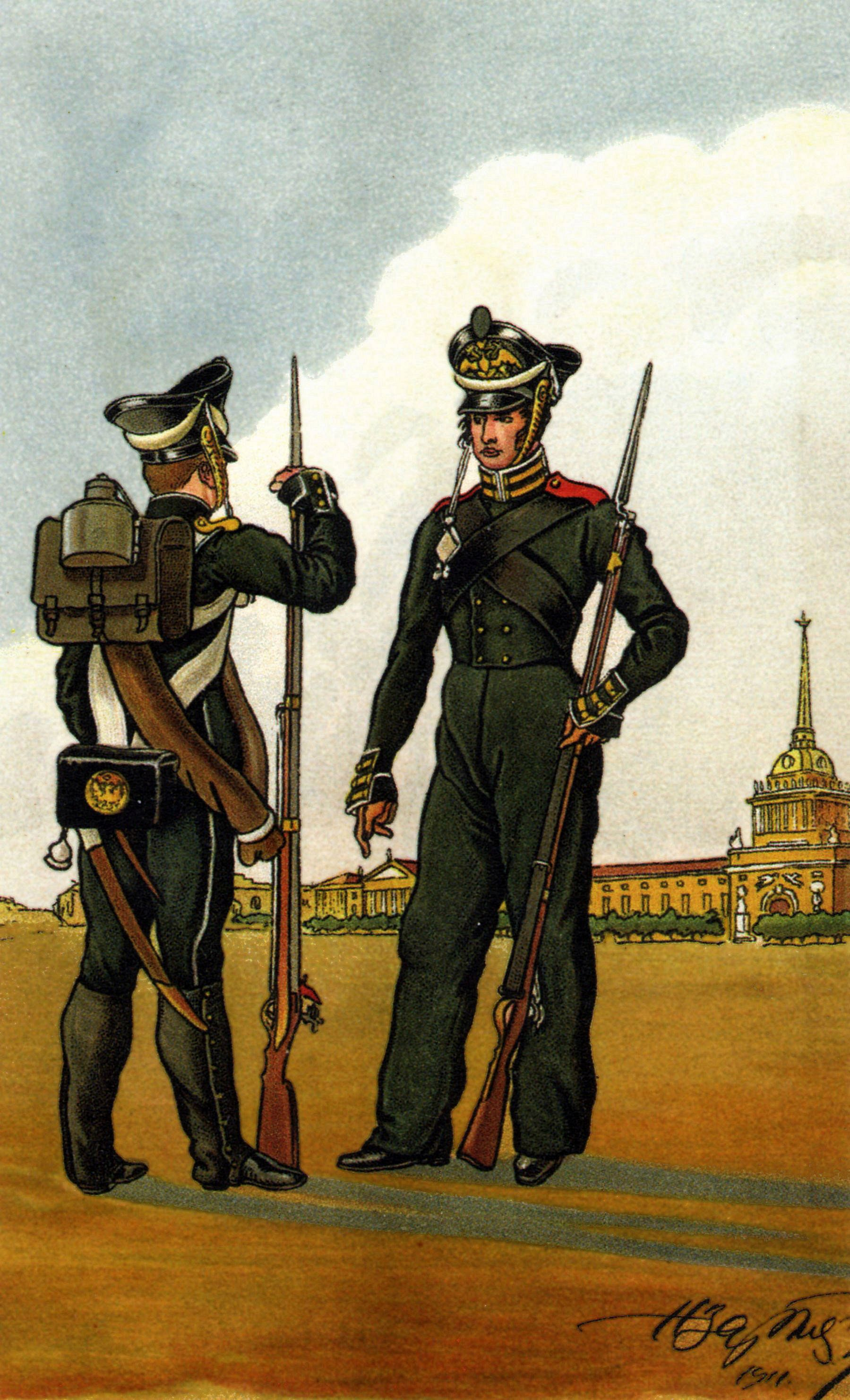
Фузилер 3-го Морського полку (зимова форма; ліворуч) і матрос Гвардійського екіпажу (зимова форма), з серії «Російська армія в 1812 році».

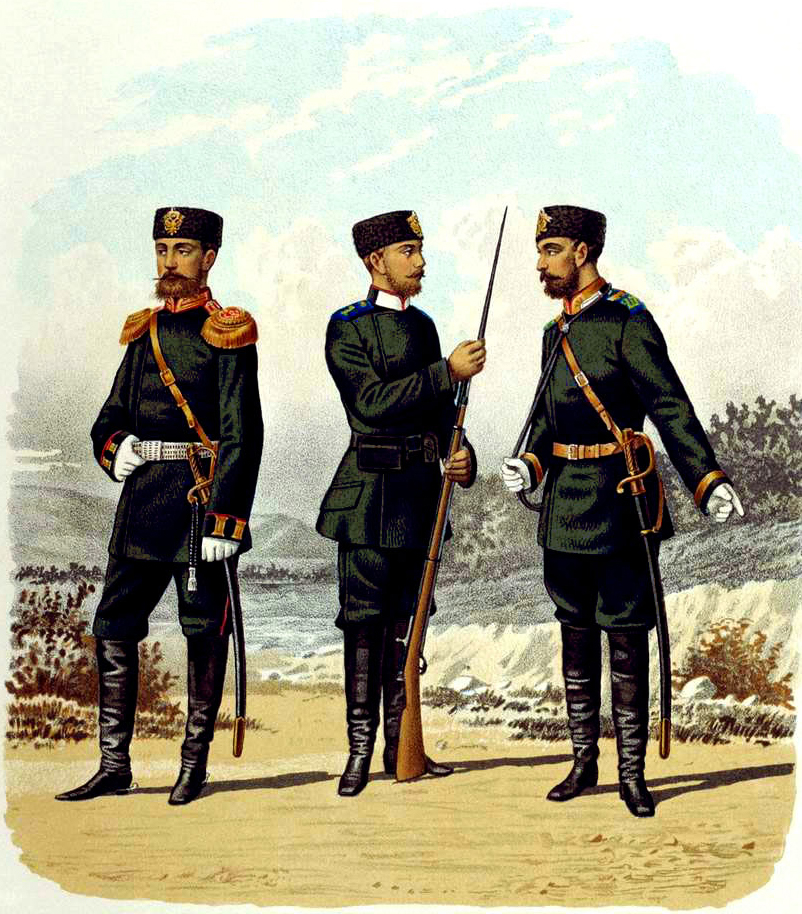
Штаб-офіцер 5-го піх. Калузького полка, фельдфебель 80-го піх. Кабардинського полка та рядовий 3-го піх. Нарвського полка. 1881 р. На погонах рядового можна побачити номер дивізії.

### На 1812 рік
У 1812 році до складу дивізії входили:
- 1-ша бригада
  - 1-й морський полк
  - 2-й морський полк
- 2-га бригада
  - 3-й морський полк
  - Воронезький піхотний полк[3]
- 3-тя бригада
  - 31-й єгерський полк
  - 47-й єгерський полк
- 25-я польова артилерійська бригада

Відразу після сформування дивізія дислокувалася на території Великого князівства Фінляндського і входила до складу Фінляндського корпусу.
У 1818 році Воронезький полк відрахували з 25-ї піхотної дивізії, а замість нього зарахували 4-й морський полк.

### На 1820 рік
У 1820 році до складу дивізії входили:
- 1-ша бригада
  - 1-й морський полк
  - 2-й морський полк
- 2-га бригада
  - 3-й морський полк
  - 4-й морський полк
- 3-тя бригада
  - 2-й єгерський полк
  - 14-й єгерський полк

24 травня 1833 дивізія була переформована в складі двох бригад. Морські і єгерські полки, які входили в дивізію, були злиті з Невським, Софійським, Нарвським і Копорським полками, які раніше були у складі розформованої 4-ї піхотної дивізії.

### З 1833 року— станом на кін. XIX— поч. XXст.
Склад дивізії (з 1833 року найменування частин — за станом на кін. XIX — поч. XX ст .):
- 1-ша бригада (Смоленськ)
  - 1-й піхотний Невський полк
  - 2-й піхотний Софійський полк
- 2-га бригада (Смоленськ)
  - 3-й піхотний Нарвський полк
  - 4-й піхотний Копорський полк
- 1-ша артилерійська бригада

## Командування дивізії

### Начальники дивізії

#### Начальники 25-ї піхотної дивізії
- 17.01.1811 — 29.10.1811 — генерал-майор Ширков Павло Семенович
- 29.10.1811 — 29.08.1814[4] — генерал-майор Башуцький Павло Якович
  - хх.08.1813 — 15.09.1813 — командувач полковник Ведемейер Олександр Іванович
  - 15.09.1813 — 29.08.1814 — командувач генерал-майор Пейкер Олександр Еммануїлович
- 29.08.1814 — 01.01.1818 — генерал-лейтенант Вельямінов Іван Олександрович

#### Начальники 1-ї піхотної дивізії
- 17.01.1818 — 19.10.1821 — генерал-лейтенант Лаптєв Василь Данилович
- 19.10.1821 — 16.02.1822 — командувач генерал-майор Пейкер Олександр Еммануїлович
- 16.02.1822 — 19.12.1823 — генерал-лейтенант Гельфрейх Богдан Борисович
- 19.12.1823 — 11.02.1828[5] — генерал-майор (з 22.08.1826 генерал-лейтенант) Пейкер Олександр Еммануїлович
- 17.04.1827 — 03.05.1831 — командувач (з 11.02.1828 начальник) генерал-майор (з 25.06.1829 генерал-лейтенант) Жерве Олександр Карлович
- 17.03.1831 — 04.02.1839 — генерал-майор (з 03.05.1831 генерал-лейтенант) Мандерштерн Карл Єгорович
  - 09.05.1832 — 30.08.1832 — командувач генерал-лейтенант Обручов Володимир Опанасович
- 04.02.1839 — 09.02.1842 — командувач генерал-майор Свити Його Імператорської Величності барон Ренненкампф Павло Якович
- 09.02.1842 — 22.07.1848 — генерал-лейтенант Фезі Карл Карлович
  - літо 1846 — генерал-майор Самарін Василь Максимович (тимчасово)
- 03.08.1848 — 06.12.1849 — генерал-майор (c 06.12.1848 генерал-лейтенант) Карнєєв Микола Михайлович
- 06.12.1849 — 17.11.1852 — генерал-лейтенант Довбиш Григорій Данилович
- 17.11.1852 — 17.09.1855 — генерал-лейтенант Рейтерн Магнус Магнусовіч
- 17.09.1855 — 12.06.1858 — генерал-лейтенант Кушелев Андрій Сергійович
- 12.06.1858 — 18.10.1864 — генерал-майор (з 08.09.1859 генерал-лейтенант) Майдель Єгор Іванович
- Хх.хх.1864 — 18.07.1869 — генерал-лейтенант Шейдеман Карл Федорович
- 30.08.1869 — хх.хх.1876 — генерал-лейтенант Свечін Володимир Костянтинович
- 13.01.1876 — після 01.04.1880 — генерал-майор (з 30.08.1876 генерал-лейтенант) Прохоров Дмитро Дмитрович
- 14.08.1880 — 03.09.1883 — генерал-майор (з 30.08.1880 генерал-лейтенант) Попов Михайло Герасимович
- 06.10.1883 — 10.08.1887 — генерал-лейтенант Бардовський Микола Федорович
- 16.09.1887 — 12.08.1892 — генерал-майор (з 30.08.1888 генерал-лейтенант) Челіщев Олексій Олександрович
- 24.08.1892 — 09.01.1900 — генерал-майор (з 30.08.1892 генерал-лейтенант) Шульгін Михайло Михайлович
- 17.02.1900 — 09.12.1904 — генерал-лейтенант Пенський Володимир Васильович
- 28.12.1904 — 09.01.1906 — генерал-майор Столиця Євген Михайлович
- 19.01.1906 — 29.05.1907 — генерал-лейтенант Богуцький Федір Кононович
- 21.06.1907 — 16.06.1910 — генерал-лейтенант Зуєв Дмитро Петрович
- 02.07.1910 — 17.08.1914[6] — генерал-лейтенант Угрюмов Андрій Олександрович
  - з 02.12.1914 — генерал-майор Карєєв Петро Миколайович (тимчасовий командувач)
- 05.03.1916 — 18.05.1917 — генерал-майор Кондратович Лука Лукич
- З 18.05.1917 — генерал-майор Жуковський Сильвестр Костянтинович